# Guido von Call
Guido Freiherr von Call zu Rosenburg und Kulmbach (* 6. September 1849 in Triest; † 12. Mai 1927 in Graz) war ein österreichischer Diplomat und Politiker.

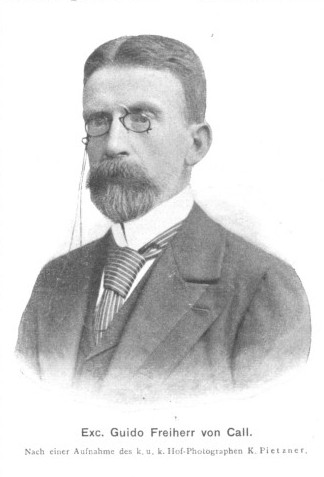
Guido von Call (1900)

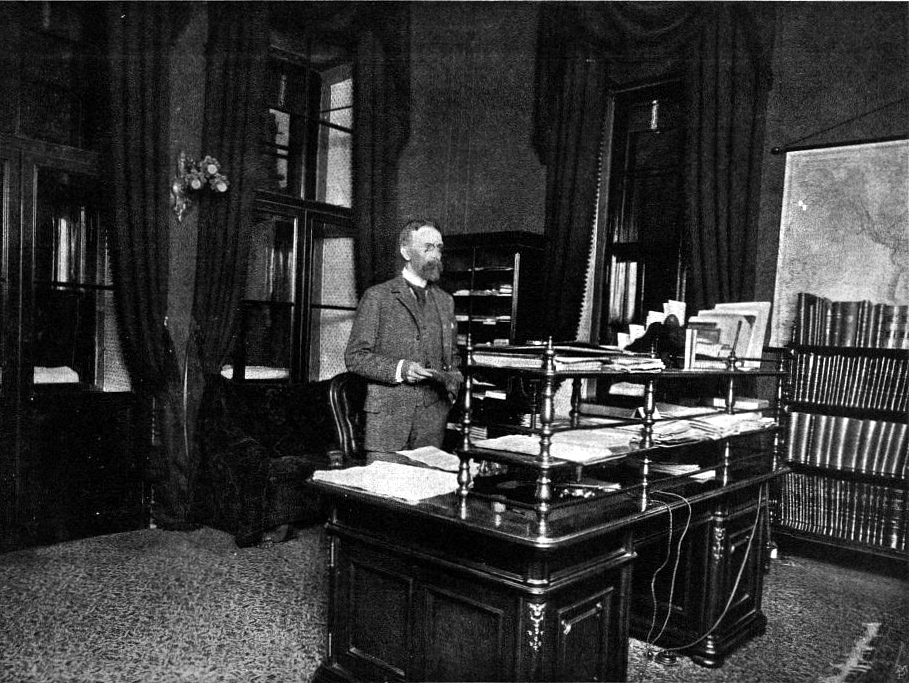
Handelsminister Guido von Call in seinem Arbeitszimmer (1901)

## Leben
Call besuchte das Schottengymnasium und die k.k. Akademie für Orientalische Sprachen in Wien und trat 1872 in den auswärtigen Dienst der k.u.k. Monarchie ein. Ab 1875 übernahm er verschiedene Funktionen in Konstantinopel, sowohl im Konsulat als auch an der Botschaft. Es folgten weitere diplomatische Tätigkeiten in Berlin (1894) und Sofia (1895). 
Ab 1900 amtierte Call im bürgerlich-liberalen Kabinett von Ernest von Koerber als Handelsminister. Unter seine Ägide fielen die großzügige Erweiterung des Hafens in Triest ebenso wie der Bau von Tauernbahn und Karawankenbahn. Überdies erwirkte Call auch ein neues Gesetz zum Schutz von Arbeitnehmern. 
Nach der Demission der Regierung Koerber amtierte Call 1905 kurzzeitig auch unter Ministerpräsident Paul Gautsch und wurde danach 1. Sektionschef im von Alois Lexa von Aehrenthal geführten Außenministerium. 1909 übersiedelte der Diplomat schließlich nach Japan und leitete bis zu seiner Pensionierung 1911 die Botschaft in Tokio. 1916 verlegte Call dann seinen Wohnsitz nach Graz, wo er zwischen 1924 und 1927 als Vizepräsident der Steiermärkischen Sparkasse agierte.
Er ist auf dem St.-Leonhard-Friedhof in Graz beigesetzt.